# Roda de Ter
Roda de Ter ist eine katalanische Gemeinde in der Provinz Barcelona im Nordosten Spaniens. Sie liegt in der Comarca Osona.

## Geographie
Due Gemeinde Roda de Ter grenzt an die Gemeinden Gurb und Les Masies de Roda.

## Geschichte
An der Stelle einer iberischen Stadt wurde eine römische Villa errichtet. In ihrem späteren befestigten Zustand bestand sie bis 826, als sie von Aissó im Aufstand gegen den fränkischen Grafen Bernhard von Septimanien zerstört wurde. Es vergingen viele Jahre, bis sie wieder besiedelt wurde und langsam wuchs. Die Unabhängigkeit der Bergbewohner Nordkataloniens äußerte sich im Banditentum. Die Anführer der Banditen konnten Bauern oder lokale Adlige sein. In einem Fall wurde 1646 das gesamte Dorf Roda de Ter kurzzeitig als fautors (Anstifter) inhaftiert, weil sie Mitglieder einer lokalen Bande beherbergt hatten.
Die katalanischen Kämpfer gegen die französischen Truppen des Bourbonen Philipp V. von Spanien sind ein leicht zu übersehender lokaler Teil des Spanischen Erbfolgekriegs, aber Roda war eine Brutstätte von Partisanen des erfolglosen habsburgischen Anwärters. Einem von ihnen, Francesc Macià i Ambert (gestorben 1713), der aus Roda de Ter stammte, wird in Barcelona durch eine Straße und eine Metrostation, die seinen Kriegsnamen Bac de Roda tragen, ein Denkmal gesetzt.
Früher hieß die Gemeinde einfach Roda; den Namen Roda de Ter erhielt sie Ende des 20. Jahrhunderts, als die Gemeinde in Roda de Ter (die Stadt) und Masies de Roda (das ländliche Gebiet) aufgeteilt wurde. Roda de Ter liegt an der katalanischen Straße C-153.

## Söhne und Töchter
- Miquel Martí i Pol (1929–2003), Lyriker